# Ramona Berni i Toldrà
Ramona Berni i Toldrà (Mollerussa, 3 de juny de 1887 - Barcelona, 22 d'abril de 1968) fou una militant anarcosindicalista catalana.
Pertanyia a una família de pagesos humils del Pla d'Urgell. En la dècada de 1910 es va traslladar a Barcelona, on va treballar de teixidora i s'afilià al Sindicat Fabril i Tèxtil de la CNT, on fou una de les principals propagandistes del sindicat juntament amb la seva amiga Pepita Not. El 1918 va conèixer Ricardo Sanz García, futur company de Pepita i també dirigent sindical.
Amb Pepita Not i Ricardo Sanz el 1923 va entrar a formar part del grup Los Solidarios, creat com a defensa contra els pistolers del Sindicat Lliure. També formaren part del grup Buenaventura Durruti, Joan Garcia Oliver, Francisco Ascaso i altres. En aquest grup va desenvolupar tasques d'enllaç i comunicació. Fou detinguda breument per la policia el 28 de febrer de 1924 després de l'assassinat del dirigent de Los Solidarios Gregorio Suberbiela.
Després de la proclamació de la Segona República Espanyola continuà la seva activitat propagandística sindical, participant a diversos mítings de la CNT a Igualada (1931), Lleida i Canet de Mar (1932). Després de la revolta de l'Alt Llobregat es va instal·lar a Manresa (segons algunes fonts el 1934, altres el 1936), on va treballar com a teixidora a la Fàbrica Bertrand i Serra i va viure al passatge Sansa de la mateixa ciutat. Durant la guerra civil espanyola la fàbrica fou col·lectivitzada i va participar en tasques sindicals. La seva darrera aparició pública fou en un míting al Kursaal de Manresa el 1938.
En acabar la guerra civil es va exiliar, potser a França, encara que no consta el seu pas per cap dels camps de concentració francesos. Es desconeix la data de la seva mort.